# 지아 커랜지
지아 마리 커랜지(Gia Marie Carangi, 1960년 1월 29일 ~ 1986년 11월 18일)는 미국의 모델이다. 1970년대 말기부터 1980년대 초반까지 활약한 모델로서 슈퍼모델의 선구자로 여겨진다.
이탈리아 혈통을 가진 아버지와 아일랜드, 웨일스 혈통을 가진 어머니 사이에서 태어났다. 《보그》, 《코스모폴리탄》 등의 패션 잡지에서 표지 모델을 맡았으며 패션 브랜드인 아르마니, 크리스티앙 디오르, 베르사체, 이브 생로랑의 광고에 여러 차례 출연했다.
생전에 성소수자임을 표명했으나 1980년대에 헤로인 중독에 시달렸고 1986년에 에이즈로 사망했다. 1998년에는 지아 커랜지를 소재로 한 영화인 《지아》(Gia)가 개봉되었다.